# Fairport’s Cropredy Convention

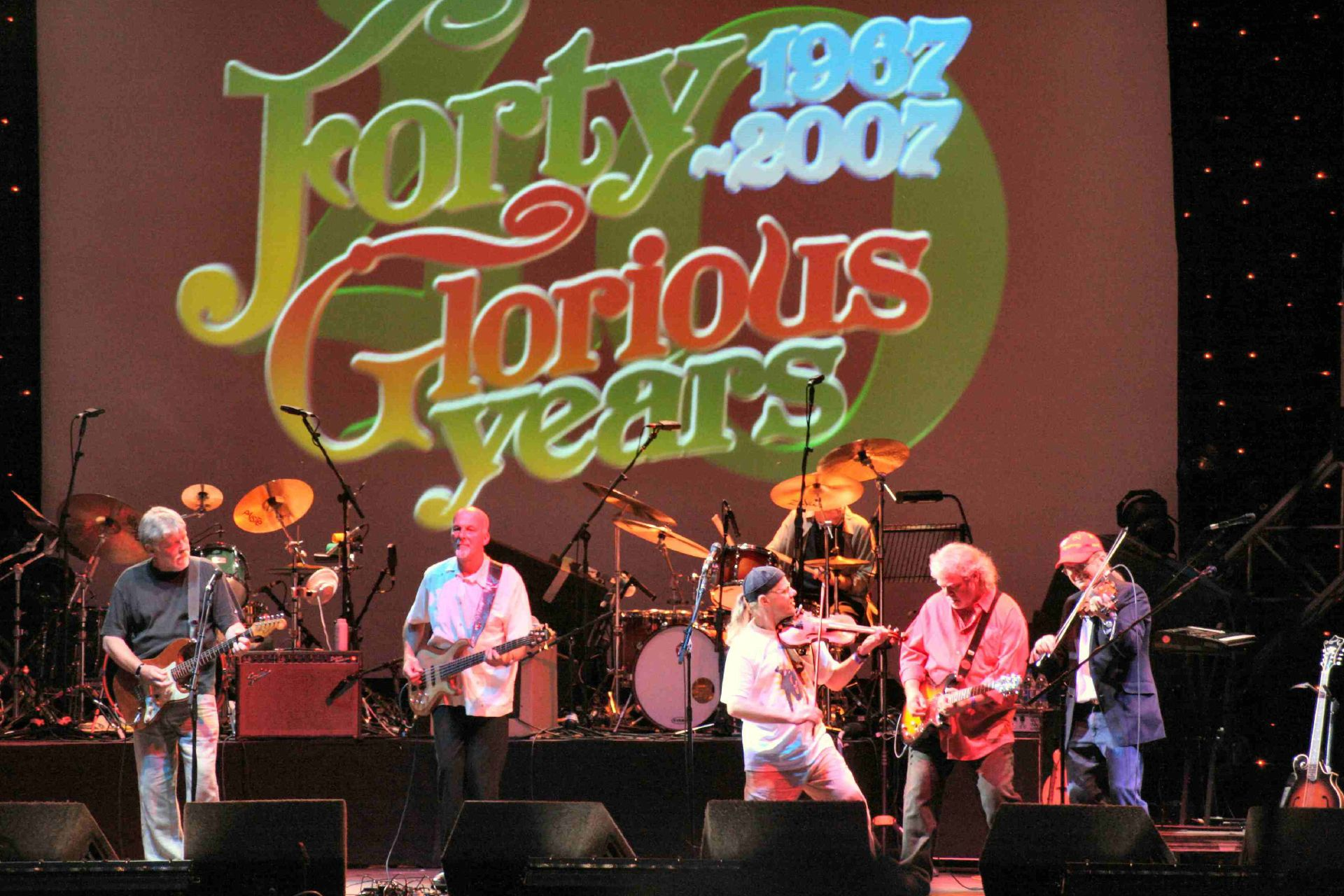
Выступление группы Fairport Convention на фестивале. 2007

Fairport’s Cropredy Convention — фестиваль фолк-рок-музыки, ежегодно проходящий в деревне Кропреди в английском графстве Оксфордшир.
Помимо исполнителей фолк-рока, в фестивале регулярно принимают участие музыканты, работающие в других направлениях рок-музыки, а также исполнители народной музыки, регги и других жанров. Фестиваль обязан своим названием своим основателям и бессменным участникам — музыкантам британской фолк-рок-группы Fairport Convention. Ежегодно фестиваль в Кропреди собирает аудиторию около 20 000 человек, что делает его крупнейшим в Великобритании фолк-рок фестивалем. Среди музыкантов, в разные годы принимавших участие в фестивале Брайан Уилсон Роберт Плант, Рик Уэйкман, Элис Купер, Ричард Томпсон, а также группы Status Quo, Procol Harum, 10cc, The Dubliners и другие.